# بوغدانتسي
بوغدانسي (Богданци) هي عاصمة بلدية بوغدانتسي في جمهورية مقدونيا.